# Richard Anthony Burke
Richard Anthony Burke (ur. 19 lutego 1949 w Clonmel) – irlandzki duchowny rzymskokatolicki posługujący w Nigerii, w latach 2007-2010 arcybiskup Benin City.

## Życiorys
Święcenia kapłańskie przyjął 18 maja 1975. 6 grudnia 1995 został prekonizowany biskupem koadiutorem Warri. Sakrę biskupią otrzymał 6 stycznia 1996. 3 marca 1997 objął urząd biskupa diecezjalnego. 24 grudnia 2007 został mianowany arcybiskupem Benin City oraz administratorem apostolskim Warri, pozostał nim do 29 marca 2010. 31 maja 2010 zrezygnował z urzędu.